# Xantolis cambodiana
Xantolis cambodiana är en tvåhjärtbladig växtart som först beskrevs av Jean Baptiste Louis Pierre och Marcel Marie Maurice Dubard, och fick sitt nu gällande namn av Pieter van Royen. Xantolis cambodiana ingår i släktet Xantolis och familjen Sapotaceae. Inga underarter finns listade i Catalogue of Life.